# Donelaitis (cràter)
Donelaitis és un cràter d'impacte en el planeta Mercuri de 85 km de diàmetre. Porta el nom del poeta lituà Kristijonas Donelaitis (1714-1780), i el seu nom va ser aprovat per la Unió Astronòmica Internacional el 2013.